# Dorpsgracht
De Dorpsgracht is een waterweg in Giethoorn in de Nederlandse provincie Overijssel.
De Dorpsgracht loopt van het Molengat aan de noordzijde van Giethoorn naar de Zuideindigerwijde. Ter weerszijden van de Dorpsgracht ligt de oude bebouwing van het dorp Giethoorn. Houten bruggetjes verbinden beide zijden, waardoor woningen te bereiken zijn. Langs de Dorpsgracht staan een kleine twintig monumentale gebouwen, voornamelijk boerderijen. Via meerdere dwarsvaarten aan de oostzijde is toegang tot de Bovenwijde mogelijk. Aan de westzijde vormen enkele dwarsvaarten de verbinding met het Kanaal Beukers-Steenwijk. De Dorpsgracht van Giethoorn is een toeristische trekpleister. Omdat deze gracht druk bevaren wordt door zowel inwoners van Giethoorn als toeristen is voor een deel van de Dorpsgracht eenrichtingsverkeer ingesteld.
Het noordelijke en het zuidelijke gedeelte van de Dorpsgracht liggen niet in elkaars verlengde. Net na de Volkensvaart, even ten noorden van de Langestraat, buigt de Dorpsgracht haaks naar het westen. Na circa 0,5 km buigt de gracht weer haaks naar het zuiden en passeert daar de Jan Hozengracht. Het gedeelte van de Dorpsgracht, tussen de Volkensvaart en de Jan Hozengracht wordt ook wel Jonkersgracht genoemd.